# Café bombón
Il café bombón è una bevanda tradizionale spagnola a base di caffè espresso e latte condensato. Viene servito in un contenitore trasparente affinché si possano notare gli strati che si vengono a formare quando si sovrappongono gli ingredienti durante la sua preparazione. Trattandosi di una bevanda molto dolce, il bombón è considerato da alcuni un dessert. Esistono bevande molto simili in Asia quali il kopi susu panas (Singapore e Thailandia) il gafeh rorn (Malaysia) e il cà phê sữa đá (Vietnam).
Pur risultando originario della Costa dell'Azahar, il café bombón è particolarmente tipico di Valencia. Oggi lo si può trovare in tutta la Spagna.